# Lijst van oorlogsmonumenten in Gemert-Bakel
De Nederlandse gemeente Gemert-Bakel heeft vijf oorlogsmonumenten. Hieronder een overzicht.
| Nr.  | Object              | Herdachte groep | Ontwerper                                                                  | Onthulling        | Type            | Locatie                               | Plaats    | Coördinaten                   | Foto                |
| ---- | ------------------- | --- | -------------------------------------------------------------------------- | ----------------- | --------------- | ------------------------------------- | --------- | ----------------------------- | ------------------- |
| 436  | Herdenkingsmonument | algemeen, allen, militairen in dienst van het Ned. Kon. na 1945, geallieerde militairen, militairen in dienst van het Ned. Kon. 1940-1945, burgerslachtoffers, vervolgden Nederland, verzet Nederland | Charles Eyck (origineel), Toon Grassens (replica), Zitro (nieuwe monument) | 8 juni 1947       | beeld/sculptuur | Ridderplein, 5421 CV                  | Gemert    | 51° 33' 16" NB, 5° 40' 56" OL | Herdenkingsmonument |
| 3091 | Oorlogsmonument     | vervolgden Nederland, burgerslachtoffers |                                                                            |                   | gedenksteen     | Elsendorpseweg                        | Elsendorp | 51° 35' 37" NB, 5° 49' 6" OL  | Oorlogsmonument     |
| 3105 | Mariagrot           | allen, burgerslachtoffers |                                                                            |                   | beeld/sculptuur | Julianastraat 7, 5761 BA              | Bakel     | 51° 30' 16" NB, 5° 44' 34" OL | Mariagrot           |
| 3175 | Bevrijdingsmonument | algemeen | Martien Hendriks                                                           | 24 september 1995 | beeld/sculptuur | Dorpsstraat, 5761 BV                  | Bakel     | 51° 30' 15" NB, 5° 44' 37" OL | Bevrijdingsmonument |
| 3624 | Oorlogsmonument     | burgerslachtoffers, geallieerde militairen |                                                                            | 20 februari 2011  | plaquette       | Burgemeester Wijtvlietlaan 2, 5764 PD | De Rips   | 51° 32' 59" NB, 5° 48' 23" OL | Oorlogsmonument     |

Alphen-Chaam ·
Altena ·
Asten ·
Baarle-Nassau ·
Bergeijk ·
Bergen op Zoom ·
Bernheze ·
Best ·
Bladel ·
Boekel ·
Boxtel ·
Breda ·
Cranendonck ·
Deurne ·
Dongen ·
Drimmelen ·
Eersel ·
Eindhoven ·
Etten-Leur ·
Geertruidenberg ·
Geldrop-Mierlo ·
Gemert-Bakel ·
Gilze en Rijen ·
Goirle ·
Halderberge ·
Heeze-Leende ·
Helmond ·
's-Hertogenbosch ·
Heusden ·
Hilvarenbeek ·
Laarbeek ·
Land van Cuijk ·
Loon op Zand ·
Maashorst ·
Meierijstad ·
Moerdijk ·
Nuenen, Gerwen en Nederwetten ·
Oirschot ·
Oisterwijk ·
Oosterhout ·
Oss ·
Reusel-De Mierden ·
Roosendaal ·
Rucphen ·
Sint-Michielsgestel ·
Someren ·
Son en Breugel ·
Steenbergen ·
Tilburg ·
Valkenswaard ·
Veldhoven ·
Vught ·
Waalre ·
Waalwijk ·
Woensdrecht ·
Zundert